# Raionul Iasînuvata
Raionul Iasînuvata este un raion din Regiunea Donețk din Ucraina. Reședința sa este orașul Iasînuvata. Se află la nord de orașul Donețk, populația este de 27.753 de persoane, iar suprafața este de 809.21 km². Râul Kalmius izvorăște din acest raion, din sudul orașului Iasînuvata.